# Находка (Крым)
Нахо́дка (до 1948 года Джамбулду́, Джан-Болды́; укр.  Нахідка , крымскотат. Can Boldı, Джан Болды) — село в Джанкойском районе Республики Крым, входит в состав Яркополенского сельского поселения (согласно административно-территориальному делению Украины — Яркополенского сельского совета Автономной Республики Крым).

## Население
| 2001 | 2014 |
| ---- | ---- |
| 443  | ↘322 |

Всеукраинская перепись 2001 года показала следующее распределение по носителям языка
| Язык             | Процент |
| ---------------- | ------- |
| русский          | 60.05   |
| крымскотатарский | 25.73   |
| украинский       | 13.54   |

### Динамика численности
| - 1805 год — 80 чел. - 1900 год — 52 чел. - 1905 год — 60 чел. - 1915 год — 41/41 чел. - 1918 год — 45 чел. - 1926 год — 122 чел. | - 1939 год — 168 чел. - 1989 год — 460 чел. - 2001 год — 443 чел. - 2009 год — 377 чел. - 2014 год — 322 чел. |

## Современное состояние
На 2017 год в Находке числится 4 улицы; на 2009 год, по данным сельсовета, село занимало площадь 58,7 гектара на которой, в 156 дворах, проживало 377 человек. В селе действуют библиотека, фельдшерско-акушерский пункт, Находка связана автобусным сообщением с райцентром и соседними населёнными пунктами.

## География
Находка — село на юго-западе района, в степном Крыму, в верховье безымянного маловодного правого притока реки Мирновки, высота центра села над уровнем моря — 30 м. Соседние сёла: Славянка в 0,7 км на северо-запад, Яркое Поле в 2,5 км на восток и Весёлое в 3,7 км на юго-восток. Расстояние до райцентра — около 19 километров (по шоссе), ближайшая железнодорожная станция — Отрадная — примерно в 5 километрах. Транспортное сообщение осуществляется по региональной автодороге 35Н-182 Славянка — Тимирязево (по украинской классификации — С-0-10458).

## История
Немецкая лютеранская колония Джанболду основана в Александровской волости Перекопского уезда в 1898 году на 1000 десятинах земли, на месте старинного татарского селения того же названия, первое документальное упоминание которого встречается в Камеральном Описании Крыма… 1784 года, судя по которому, в последний период Крымского ханства Джан Булды входил в Орта Чонгарский кадылык Карасубазарского каймаканства.
После присоединения Крыма к России (8) 19 апреля 1783 года, (8) 19 февраля 1784 года, именным указом Екатерины II сенату, на территории бывшего Крымского Ханства была образована Таврическая область и деревня была приписана к Перекопскому уезду. После Павловских реформ, с 1796 по 1802 год, входила в Перекопский уезд Новороссийской губернии. По новому административному делению, после создания 8 (20) октября 1802 года Таврической губернии, Джанболду был включён в состав Кокчора-Киятской волости Перекопского уезда.
По Ведомости о всех селениях в Перекопском уезде состоящих с показанием в которой волости сколько числом дворов и душ… от 21 октября 1805 года в деревне Джанболду числилось 6 дворов и 80 жителей крымских татар. На военно-топографической карте генерал-майора Мухина 1817 года деревня Чамбалда обозначена с 10 дворами. После реформы волостного деления 1829 года Джанболду, согласно «Ведомости о казённых волостях Таврической губернии 1829 года», остался в составе Кокчоракиятской волост. На карте 1836 года в деревне 11 дворов. Видимо, вследствие эмиграции крымских татар в Турцию, деревня заметно опустела и на карте 1842 года Джан-Болду обозначен условным знаком «малая деревня», то есть, менее 5 дворов.
В 1860-х годах, после земской реформы Александра II, деревню включили в состав Владиславской волости. По обследованиям профессора А. Н. Козловского начала 1860-х годов, в селении вода в колодцах глубиной от 12—18 саженей (от 2 до 10 м) была солоноватая. Согласно «Памятной книжке Таврической губернии за 1867 год», деревня была покинута жителями в 1860—1864 годах, в результате эмиграции крымских татар, особенно массовой после Крымской войны 1853—1856 годов, в Турцию и оставалась в развалинах: на карте Шуберта 1865 года селение ещё обозначено, то на карте с корректурой 1876 года его уже нет.
Возрождено селение было, как указано выше, в 1898 году, по «…Памятной книжке Таврической губернии на 1900 год» в деревне, не входившей ни в одно сельское общество, уже числилось 52 жителя в 5 дворах, а в 1905 года в деревне уже числилось 60 жителей.
По Статистическому справочнику Таврической губернии. Ч.II-я. Статистический очерк, выпуск пятый Перекопский уезд, 1915 год, в деревне Джанболду Александровской волости Перекопского уезда числилось 10 дворов (6 дворов с землёй, 4 — безземельные) с немецким населением в количестве 41 человек приписных жителей и 41 — «посторонних», из которых 45 мужчин и 37 женщин. Жители владели 1284 десятинами удобной земли. В хозяйствах имелось 67 лошадей, 56 волов, 33 коровы и 101 голова мелкого скота. В 1918 году в селении было 45 жителей.
После установления в Крыму Советской власти, по постановлению Крымревкома от 8 января 1921 года № 206 «Об изменении административных границ» была упразднена волостная система и в составе Джанкойского уезда (преобразованного из Перекопского) был создан Джанкойский район. В 1922 году уезды преобразовали в округа. 11 октября 1923 года, согласно постановлению ВЦИК, в административное деление Крымской АССР были внесены изменения, в результате которых округа были ликвидированы, основной административной единицей стал Джанкойский район и село включили в его состав. Согласно Списку населённых пунктов Крымской АССР по Всесоюзной переписи 17 декабря 1926 года, в селе Джанболду, Кадыкойского сельсовета Джанкойского района, числился 21 двор, из них 19 крестьянских, население составляло 122 человека, из них 116 немцев, 5 татар и 1 украинец, действовала немецкая школа. Постановлением Президиума КрымЦИКа «Об образовании новой административной территориальной сети Крымской АССР» от 26 января 1935 года был создан немецкий национальный (лишённый статуса национального постановлением Оргбюро ЦК КПСС от 20 февраля 1939 года) Тельманский район (переименованный указом ВС РСФСР № 621/6 от 14 декабря 1944 года в Красногвардейский) и село включили в его состав. По данным всесоюзной переписи населения 1939 года в селе проживало 168 человек (согласно энциклопедическому словарю «Немцы России» — 144 человека). Вскоре после начала Великой Отечественной войны, 18 августа 1941 года крымские немцы были выселены, сначала в Ставропольский край, а затем в Сибирь и северный Казахстан.
После освобождения Крыма от фашистов в апреле, 12 августа 1944 года было принято постановление № ГОКО-6372с «О переселении колхозников в районы Крыма» по которому в район из областей Украины и России переселялись семьи колхозников, а в начале 1950-х годов последовала вторая волна переселенцев из различных областей Украины. С 25 июня 1946 года Джамбулду в составе Крымской области РСФСР. Указом Президиума Верховного Совета РСФСР от 18 мая 1948 года, Джамбулду переименовали в Находку. 26 апреля 1954 года Крымская область была передана из состава РСФСР в состав УССР. Время включения в Яркополенский сельсовет пока не установлено: на 15 июня 1960 года село уже числилось в его составе. 1 января 1965 года, указом Президиума ВС УССР «О внесении изменений в административное районирование УССР — по Крымской области», Находку, в составе сельсовета, включили в состав Джанкойского района. По данным переписи 1989 года в селе проживало 460 человек. С 12 февраля 1991 года село в восстановленной Крымской АССР, 26 февраля 1992 года переименованной в Автономную Республику Крым. С 21 марта 2014 года в составе Крыма аннексирована Россией.